# 接龙镇 (中方县)
接龙乡，是中华人民共和国湖南省怀化市中方县下辖的一个乡镇级行政单位。

## 行政区划
接龙乡下辖以下地区：
新庄村、宝山村、龙溪村、中坪村、总坡村、卧龙村、桥头村、胡家村、办田村、老屋村和长建村。